# Hrtf
La fonction de transfert relative à la tête ou HRTF ((en) head-related transfer function) caractérise par une fonction de transfert mathématique les transformations apportées aux ondes sonores par le corps d'un auditeur, principalement la tête, le pavillon de l'oreille et le conduit auditif, qui, en conjonction avec le décalage temporel inter-aural, permettent à l'être humain de repérer l'origine d'un son, tant en azimut (horizontalement) qu'en site (verticalement).
L'être humain trouve des indices pour localiser la source sonore dans la transformation du son par une oreille (HTRF pour l'oreille droite et HTRF pour l'oreille gauche) et dans la différence entre les deux oreilles.
Soit un champ acoustique en régime permanent, les pressions acoustiques {\displaystyle \scriptstyle P_{g}} mesurée dans le conduit auditif gauche, {\displaystyle \scriptstyle P_{d}} mesurée dans le conduit auditif droit, et {\displaystyle \scriptstyle P_{i}} mesurée à l'emplacement du centre de la tête, retirée du champ : les fonctions de transfert relatives à la tête sont {\displaystyle \scriptscriptstyle {\frac {P_{g}}{P_{i}}}} à gauche et {\displaystyle \scriptscriptstyle {\frac {P_{d}}{P_{i}}}} à droite.

## Description technique
Lorsque l'onde sonore rencontre la tête d'un auditeur, plusieurs phénomènes complexes (diffractions, réflexions et atténuations causées par les épaules, la tête, le pavillon et le conduit auditif externe de l'oreille) vont modifier les ondes sonores reçues à chaque oreille. Les fonctions de transfert relatives à la tête (HRTF) représentent ces altérations. Leurs paramètres sont
- la fréquence du son,
- l'azimut de provenance (par rapport à l'axe de la tête),
- l'angle de site (élévation sur l'horizontale).

Ces fonctions de transfert dépendent de la conformation corporelle et varient donc largement d'une personne à l'autre. Chacun apprend, au cours de sa vie, à traiter ces informations pour localiser les sources sonores.
Des HRTFs génériques peuvent être synthétisées.
Ces algorithmes sont utilisés dans le traitement de synthèse binaurale pour resynthétiser une source monophonique et la spatialiser dans l'espace 3D en situation d'écoute au casque.
L'efficacité des algorithmes utilisés dépend beaucoup de l'adéquation entre les fonctions de transfert utilisées et la physionomie de l'auditeur.